# Sztandar Łodzi

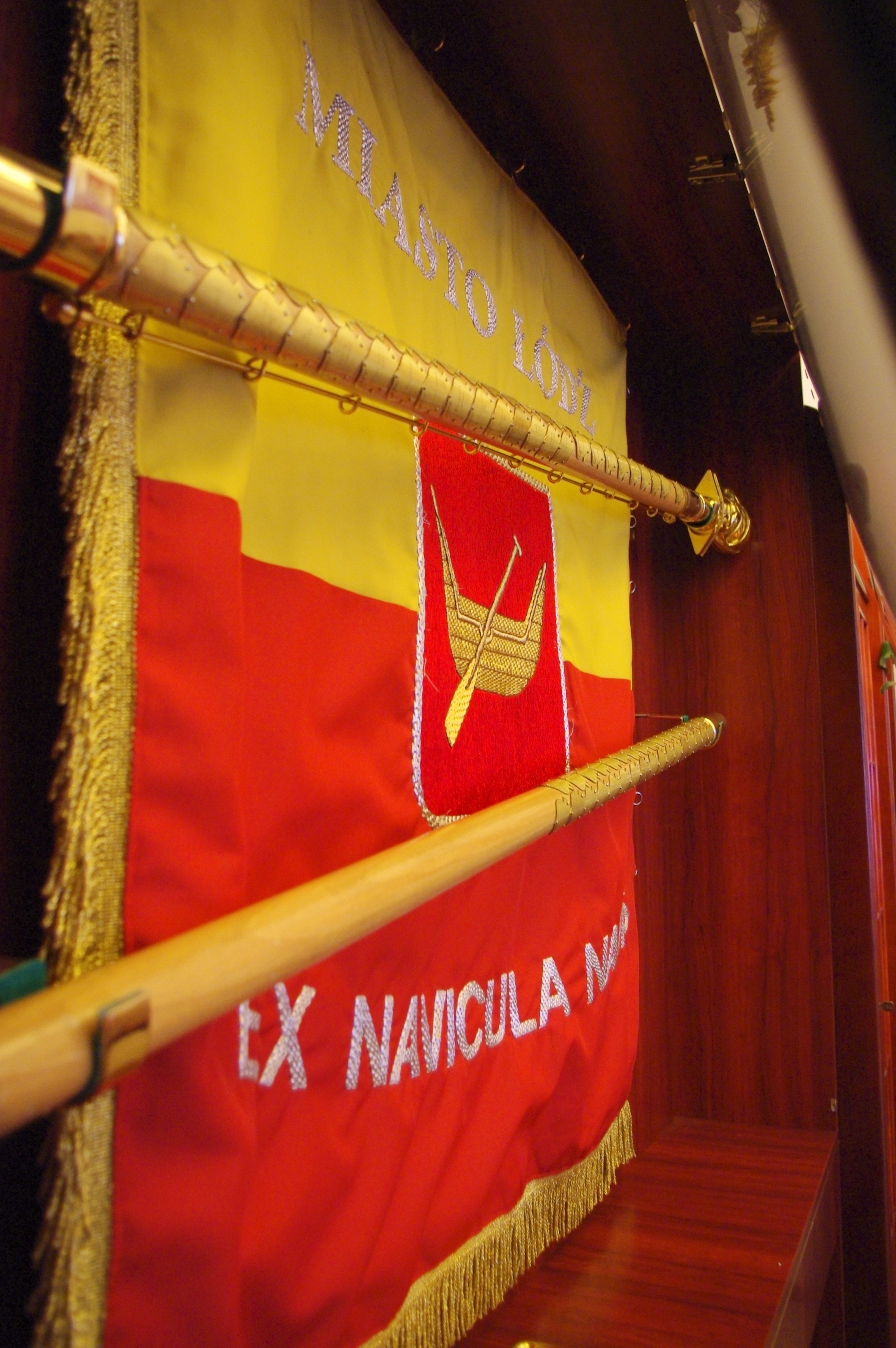
Sztandar Łodzi w gablocie

 Sztandar Łodzi – oficjalny sztandar miasta ufundowany ze składek radnych wszystkich kadencji samorządów urzędujących w latach 1990–1996. Został uroczyście poświęcony przez arcybiskupa metropolitę łódzkiego Władysława Ziółka 10 maja 2006 roku.

## Opis sztandaru[2]
Z jednej strony na czerwonym tle znajdują się biały orzeł w koronie wraz z czterema historycznymi dla Łodzi datami:
- 1414 rok kapituła włocławska podjęła próbę lokacji miasteczka Ostroga nad rzeką o tej samej nazwie (od XIX w. rzeka Łódka).
- 1423 rok król Polski Władysław Jagiełło nadał Łodzi prawa miejskie.
- 1823 rok powstała pierwsza łódzka osada włókiennicza - "Sukiennicze Nowe Miasto". Rok ten uważany jest za początek "Łodzi przemysłowej".
- 1990 to rok ukonstytuowania się odrodzonego samorządu w wolnej Polsce.

Z drugiej strony sztandaru znajdzie się herb Łodzi na żółto-czerwonej fladze wraz z napisem: "Miasto Łódź" i oficjalnym mottem miasta Ex navicula navis.